# Недоклан
Недоклан (болг. Недоклан) — село в Болгарии. Находится в Разградской области, входит в общину Разград. Население составляет 188 человек.

## Политическая ситуация
В местном кметстве Недоклан, в состав которого входит Недоклан, должность кмета (старосты) исполняет Селяйдин  Шакиров Мухаремов (коалиция в составе 5 партий: Демократы за сильную Болгарию (ДСБ), Земледельческий народный союз (ЗНС), Демократическая партия Болгарии (ДП), Союз свободной демократии (ССД), Союз демократических сил (СДС)) по результатам выборов правления кметства.
Кмет (мэр) общины Разград — Денчо Стоянов Бояджиев (инициативный комитет) по результатам выборов в правление общины.